# Jean Van den Bosch (boogschutter)
Jean Van den Bosch is een Belgisch voormalig boogschutter.

## Levensloop
Van den Bosch maakte deel uit van het Belgisch team (voorts bestaande uit André Duval en Paul Prieels dat brons won op de wereldkampioenschappen van 1955.